# Mount (Unix)
Csatolásnak (mountolásnak) nevezzük egy fájlrendszer elérhetővé tételét egy általunk kívánt könyvtárba. A folyamat ellenkezője az umount (vagy unmount).
Régebben, amikor a háttértárak mérete kezdett nőni, és kezdett kényelmetlenné válni a sok fájl, különböző elveket találtak ki, hogy csoportosítani lehessen a fájlokat, így átláthatóbbá téve a fájlrendszer struktúráját. A CP/M részéről ekkor születtek a meghajtó betűjelek (A:, C: stb.), a UNIX részéről viszont kialakult a könyvtár és a könyvtárszerkezet fogalma. Itt nincs semmiféle meghajtó, hanem az új fájlrendszereket már a meglévők valamelyik könyvtárába lehet becsatolni, azaz „mount”-olni.
Az utasítás később a DOS-ban is megjelent join néven, de a DOS-ban és később a Windowsban a CP/M már akkor elavult betűzési technikája a mai napig megmaradt. A Microsoft mostanában kezdi implementálni a csatolás továbbfejlesztett változatát Reparse Point néven.

## Példa
Egy másodlagos meghajtót rendel egy új könyvtárhoz:
```
$ mount /dev/hda2 /new/subdir
```

ennek eltávolítása:
```
$ umount /dev/hda2
```

vagy
```
$ umount /new/subdir
```

Az összes hozzárendelt állomány kilistázása:
```
$ mount
```

Egy partíció hozzárendelése speciális opcióval:
```
$ mount -o remount,rw /dev/hda2
```

Egy lemezkép, pl. ISO állomány hozzárendelése (Linux):
```
$ mount -o loop <isofile-source> <mount-point>
```

A /etc/fstab-beli összes állomány csatolása:
```
$ mount -a
```

Egy könyvtár „csatolása” egy másik könyvtárba (pl. ha a szimbolikus linkeket meg kívánjuk kerülni), ún. bindelés:
```
$ mount -bind <könyvtár> <cél>
```

Egy könyvtár bindelése úgy, hogy ha az alkönyvtárai között van csatlakoztatási pontként használt könyvtár, akkor az azokba mountolt tartalmak a bindelt könyvtárban is elérhetőek legyenek (rekurzív bindelés):
```
$ mount -rbind <könyvtár> <cél>
```

Fontos megjegyezni, hogy rekurzívan bindelt csatlakoztatási pontokat csak úgy lehet umountolni, ha minden benne lévő csatlakoztatási pontot először lecsatlakoztatunk. Ez természetesen nincs hatással az eredeti könyvtárra.